# Weewarrasaurus pobeni
Weewarrasaurus pobeni es la única especie conocida del género extinto Weewarrasaurus de dinosaurio ornitópodo elasmariano, que vivó a mediados del período Cretácico hace aproximadamente entre 100 y 93 millones de años durante el Cenomaniense en lo que es hoy Australia. Sus fósiles se han encontrado en rocas del Cretácico Superior de la Formación Griman Creek cerca de Lightning Ridge en Nueva Gales del Sur, Australia. La especie tipo y única conocida es W. pobeni está representada por un dentario aislado preservado en ópalo, así como un segundo dentario referido. Se piensa que habría coexistido con varios otros tipos de ornitópodos de diferentes tamaños y linajes.

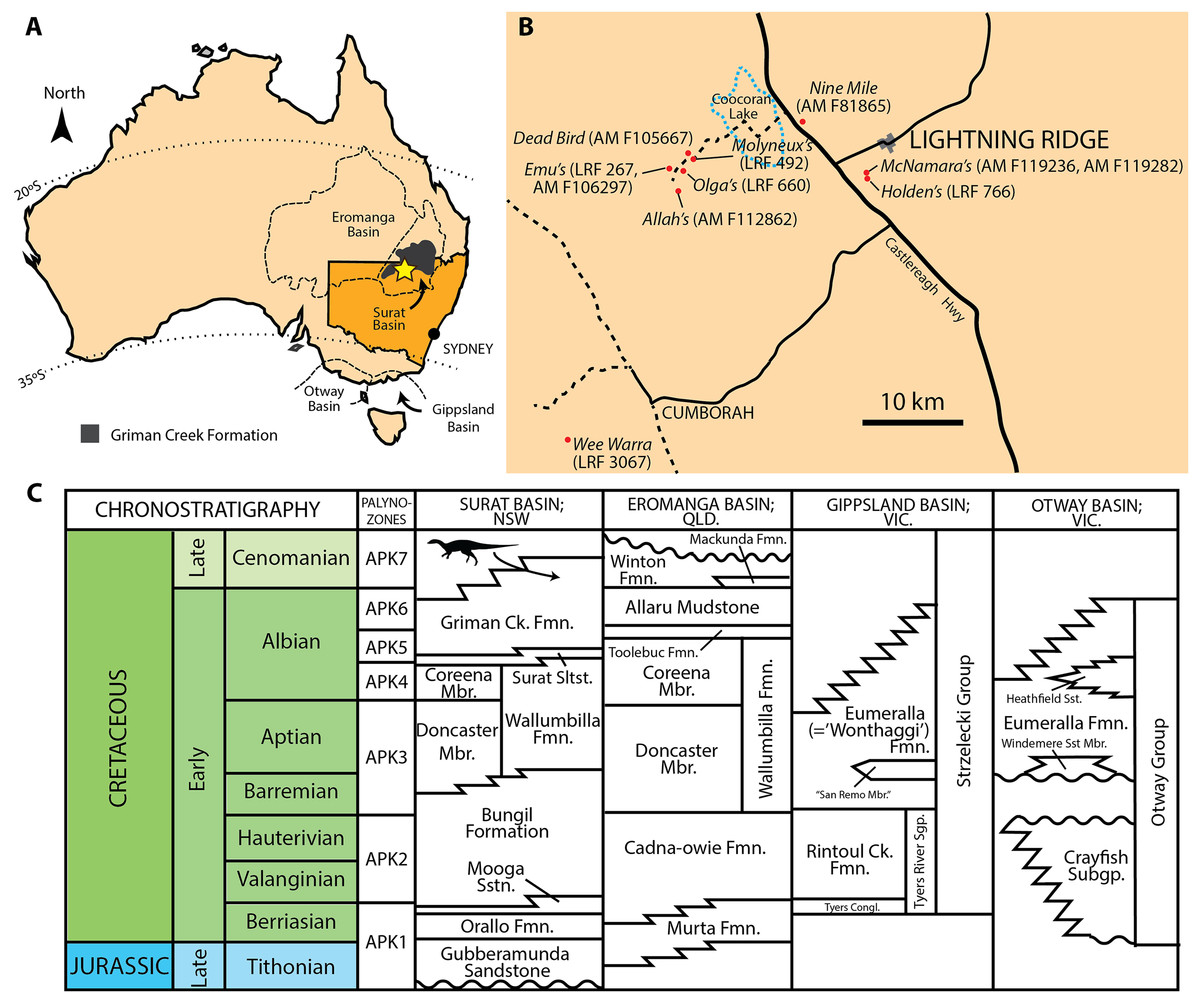
Mapa de Australia mostrando la localización de los yacimientos de Wee Warra y Holden's en la Formación Griman Creek, en donde se hallaron los únicos fósiles conocidos de Weewarrasaurus.

El espécimen holotipo, el ejemplar con base en el cual se reconoce y describe originalmente a una especie, catalogado como LRF 3067, consiste en dos secciones de una mandíbula con dientes. Fue descubierto por primera vez en 2013 por mineros. Ellos hallaron al espécimen en una mina en el yacimiento geológico de Wee Warra en la Formación Griman Creek, cerca del pueblo de Lightning Ridge durante una operación minera de rutina, y quedó roto durante la excavación. El comerciante de ópalos Mike Poben, de Adelaida fue el primero en identificarlo como un fósil, tras adquirirlo en una bolsa de ópalos en bruto recibida de los mineros. El espécimen es notable por haberse preservado en ópalo verde-azul, una piedra preciosa por la que es bien conocida esta región. En 2014, el fósil fue mostrado al paleontólogo Phil Bell quien remarcó su importancia, de modo que Poben lo donó al Centro Australiano del Ópalo, el cual posee la mayor colección de fósiles de ópalo del mundo.
Bell y colaboradores más tarde nombrarían a este fósil como un nuevo género y especie en un estudio publicado el 4 de diciembre de
2018, en el cual se revisó el registro fósil de los ornitópodos de la Formación Griman Creek del cual hace parte la mina. El nombre del género Weewarrasaurus se refiere a la localidad de Wee Warra en la que se hallaron los restos, y el término griego saurus, el cual significa lagarto. El nombre de la especie, W. pobeni, es en honor de Poben. La banda de ópalo en el fósil fue usada para confirmar que ambas partes del hueso dentario, el cual no formaba una secuencia continua, eran del mismo individuo. Estas bandas también permitieron investigar cuan alejadas estaban dispuestas estas dos secciones en la mandíbula original del animal. Además del espécimen opalizado, los investigadores también añadieron a la nueva especie un segundo dentario parcial, el espécimen LRF 766, debido a la similitud en la morfología de los dientes. Este fue encontrado en el yacimiento de Holden's en la mina de ópalos Three Mile, también cercana a Lightning Ridge y parte de la Formación Griman Creek.